# Petit Suc
Le Petit Suc est un sommet d'origine volcanique culminant à 1 265 m d'altitude. C'est un cône volcanique de type strombolien.

## Géographie
Le Petit Suc constitue, avec le Grand Suc, les monts Breysse, dans les monts du Velay au sein du Massif central.